# Con tanti cari... cadaveri detective Stone
Con tanti cari... cadaveri detective Stone (Black Eye) è un film del 1974 diretto da Jack Arnold. È basato sul romanzo Murder on the Wild Side (1971) di Jeff Jacks.

## Trama
Stone, l'investigatore privato di Los Angeles, indaga sulla scomparsa di un bastone da passeggio che apparteneva ad una star del cinema appena deceduta. Ma, Stone scopre che il bastone è collegato ad una serie di delitti che lo porta ad un set di un film hard e ad un culto religioso.